# داوید پاولکا
داوید پاولکا (چکی: David Pavelka؛ زادهٔ ۱۸ مهٔ ۱۹۹۱) بازیکن فوتبال اهل جمهوری چک است.
از باشگاه‌هایی که در آن بازی کرده‌است می‌توان به باشگاه فوتبال اسپارتا پراگ، باشگاه فوتبال اسلوان لیبرتس، و باشگاه فوتبال قاسم‌پاشا اسپور اشاره کرد.
وی همچنین در تیم‌های ملی فوتبال زیر ۲۱ سال جمهوری چک و جمهوری چک بازی کرده‌است.